# 존 만지로
존 만지로(일본어: ジョン万次郎, 1827년 1월 27일 (분세이 10년 음력 1월 1일) ~ 1898년 11월 12일)는 막말에 통역 및 교사로 활동한 인물이다. 본명은 나카하마 만지로(中濱  万次郎)이며 존 멍(John Mung)으로 불리기도 했다. 존 만지로란 이름은 1938년 제6회 나오키 상을 수상한 소설가 이부세 마스지의 《존만지로 표류기》에서 소개된 이후에 널리 쓰이게 되었다. 그는 미국을 방문한 최초의 일본인 중 한 명이며, 일본 개화기에 중요한 번역가로 활동했다.

## 생애

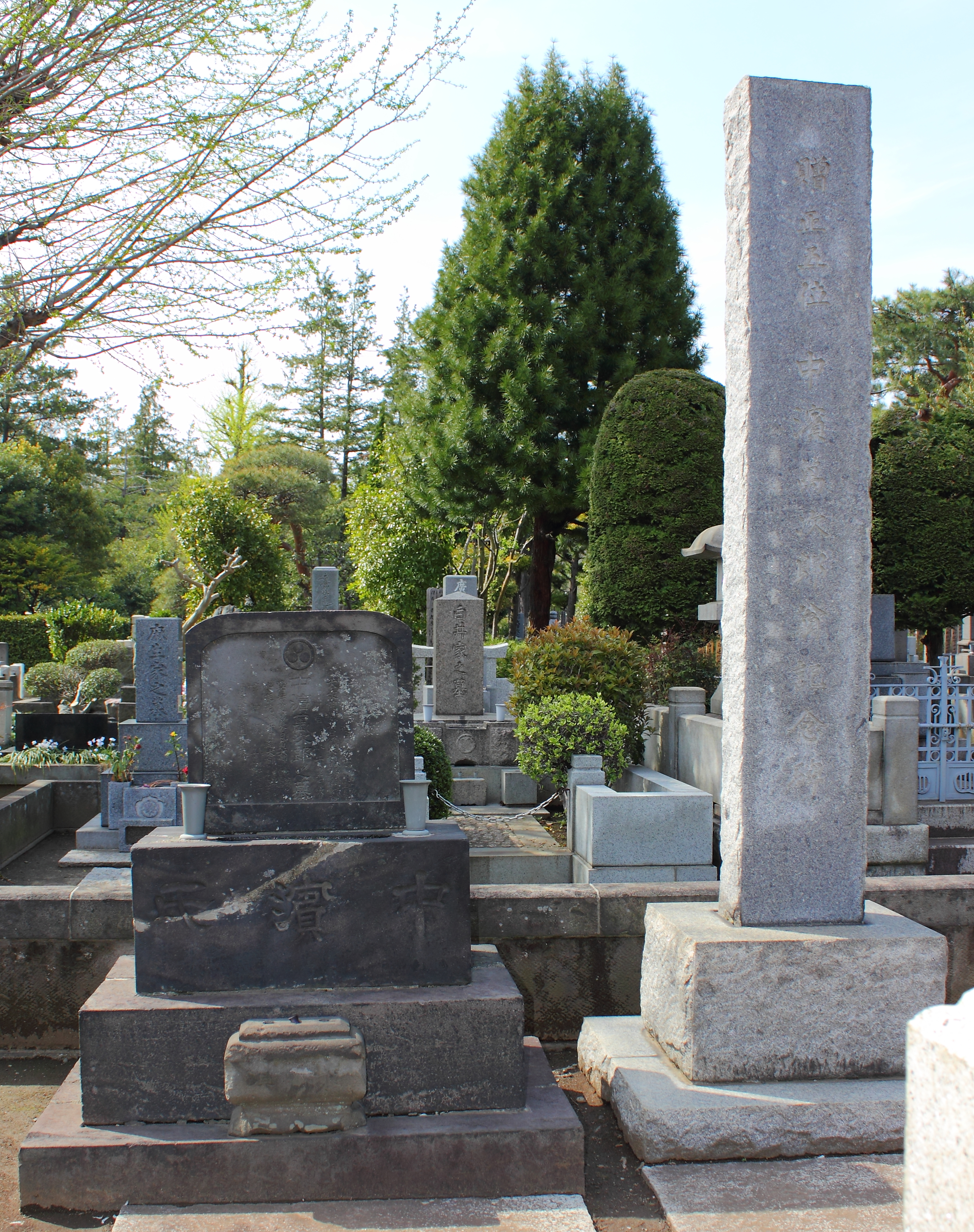
조시가야영원에 있는 존 만지로의 무덤

도사번 나가하마 촌(현재의 고치현 도사시미즈시 나카하마)의 가난한 어부의 차남으로 태어났다. 부친을 일찍 여의고 병약한 모친과 형을 대신하여 일찍부터 생업에 뛰어들어 가족을 부양했다. 데라코야에 다닐 여유가 없었기 때문에 문맹이었다.
1841년 14세 때 초보 어부로서 고기잡이를 나갔다가 조난을 당해 5일 동안 표류한 뒤 태평양의 무인도 도리시마 섬에 살아남은 동료들과 상륙, 이후 143일간 섬에서 지냈다. 그곳에서 미국 포경선인 존 하울랜드 호를 만나 구출된다. 당시 일본은 자국민의 해외 이탈을 금지하는 쇄국령이 내려져 있었기 때문에, 다른 동료들은 하울랜드 호의 다음 기항지인 하와이에서 내렸으나, 선장에게 호의를 산 만지로만은 본인의 희망에 의해 배에 남았으며, 배 이름을 따 미국인들로부터든 존맨이라는 애칭으로 불렸다. 미국인 선원들과 교류하면서 일본의 쇄국정책에 대한 비판적 의견을 들으면서 이때부터 개국의 필요성을 느끼게 되었다고 한다.
미국에 도착한 그는 이후 영어, 수학, 측량기술, 항해술, 조선기술 등의 각종 기술을 배우면서 마침내 선원들의 투표에 의하여 부선장으로 선출되는 영예를 얻는다. 미국 체류시 그는 미국의 민주적인 사회 시스템을 보고 익히게 된다. 일본 귀국 자금을 모으기 위해 당시 골드러시로 사람들이 몰려들던 캘리포니아에서 금광 채굴에 뛰어들기도 하였다. 이때 번 돈으로 배를 구입하여, 어드밴처 호로 명명한 후, 하와이에 기항하여 옛 동료들과 재회한 뒤에 1851년 10년 만에 다시 일본으로 귀국하게 된다.
만지로 일행은 쇄국령에 의해 장기간 막부로부터 엄중한 심문을 받았으나, 다행히 고향인 도사번으로 돌아올 수 있었다. 그 후 사쓰마번주인 시마즈 나리아키라가 그의 미국의 지식에 관심을 가지게 되었고, 막부에서는 페리의 내항으로 인해 미국에 대한 지식을 필요했으므로, 1853년 막부에 초빙되어 하타모토의 관직을 재수받는다. 이 때, 그의 고향 지명에 따라 나카하마(中浜)라는 성이 부여되었다.
번교(藩校) 교이쿠칸의 교수로 임명되지만, 곧 그만두게 된다. 미천한 신분이었던 그가 미국인들과 대등하게 교제하는 것을 못마땅하게 여기는 자들이 많았기 때문이다. 당시 미국인과 유창한 대화가 가능한 것은 그뿐이었기 때문에, 페리 일행과의 통역으로 임명되나, 통역직을 잃는 것을 두려워 했던 로쥬(老中)가 스파이 의혹을 내세우는 바람에 결국 매튜 페리의 통역은 맡지 못했다.
이후 영어 회화서인 《일미대화첩경》, 《보디치 항해술서》 등 기술서적의 번역, 조선의 지휘, 강연, 통역, 선박의 매매 등 다양한 업무에 정열적으로 참여한다(알파벳 노래인 ABC노래를 일본에 처음 소개한 인물도 만지로이다).
1860년 《미일수호통상조약》의 비준서교환을 위한 견미사절단의 일원으로 막부선 간린마루를 타고 도미한다.(33세) 선장인 가츠 가이슈가 배멀미를 심하게 하는 체질이었기 때문에, 만지로가 사실상 선장 대리로서 선내 질서유지 업무를 총괄했다. 이때, 미국인과 스스럼없는 교제를 백안시하는 일본인 선원들의 눈총을 받을 것을 두려워 하여, 매우 조심했다고 한다. 미국에서 은인인 존 하울랜드 호의 선장과 재회하여, 가지고 있던 일본도를 헌사하였다(이 일본도는 미국도서관에 기증되었으나, 도난당함).
귀국 후 도쿄 대학의 전신인 가이세학교(開成学校)의 교수에 임명되었고, 1870년에는 보불전쟁 시찰단으로 유럽에 파견되었다. 귀국 후 뇌일혈을 일으켜 이후 조용히 요양하면서 지냈다.
정치인이 될 것을 권유받기도 했으나, 일관되게 교육자로서 활동하였다. 다만, 근대화가 대세였던 당시 정치인들과도 친분은 깊었다. 출세 후에도 자만하는 일 없이 겸허하고 빈민구제 등에 헌신적이었다고 한다.
막부 말기의 풍운아 사카모토 료마도 만지로로부터 많은 영향을 받았다고 한다.
71세를 일기로 사망, 묘는 도쿄도 도시마구 미나미이케부쿠로에 있는 조시가야영원(雑司ヶ谷霊園)에 안치되어 있다.

## 무대작품
- 《존 만지로의 꿈》 (극단사계) - 첫 공연은 1974년 6월

## TV드라마
- 료마가 간다 (드라마) (1968년)
- 나는 듯이 (드라마)
- 아쓰히메 (드라마) (2008년)
- 료마전 (2010년)

## 같이 보기
- 하세쿠라 쓰네나가
- 타나카 쇼스케
- 시마즈 나리아키라